# Dicranomyia (Dicranomyia) subfasciata
Dicranomyia (Dicranomyia) subfasciata is een tweevleugelige uit de familie steltmuggen (Limoniidae). De soort komt voor in het Australaziatisch gebied.